# St. Mirren Football Club 2014-2015
Questa voce raccoglie le informazioni riguardanti il St. Mirren Football Club nelle competizioni ufficiali della stagione 2014-2015.

## Rosa
| N. |                        | Ruolo | Calciatore                        |
| -- | ---------------------- | ----- | --------------------------------- |
| 2  | Scozia (bandiera)      | D     | Jason Naismith                    |
| 3  | Scozia (bandiera)      | D     | Sean Kelly                        |
| 4  | Scozia (bandiera)      | D     | Mark McAusland                    |
| 5  | Inghilterra (bandiera) | D     | Ellis Plummer                     |
| 6  | Irlanda (bandiera)     | D     | Jim Goodwin                       |
| 7  | Scozia (bandiera)      | C     | John McGinn                       |
| 8  | Scozia (bandiera)      | C     | Kenny McLean                      |
| 9  | Inghilterra (bandiera) | A     | Steven Howard Thompson (capitano) |
| 10 | Inghilterra (bandiera) | A     | James Marwood                     |
| 11 | Scozia (bandiera)      | A     | Gregg Wylde                       |
| 12 | Scozia (bandiera)      | P     | Mark Ridgers                      |
| 13 | Inghilterra (bandiera) | C     | Isaac Osbourne                    |

| N. |                        | Ruolo | Calciatore       |
| -- | ---------------------- | ----- | ---------------- |
| 14 | Scozia (bandiera)      | A     | Thomas Reilly    |
| 16 | Inghilterra (bandiera) | A     | Callum Ball      |
| 17 | Inghilterra (bandiera) | C     | Adan Drury       |
| 18 | Scozia (bandiera)      | D     | Mohammed Yaqub   |
| 19 | Scozia (bandiera)      | C     | Adam Brown       |
| 20 | Scozia (bandiera)      | D     | Mark Williams    |
| 21 | Scozia (bandiera)      | C     | Gary Teale       |
| 22 | Paesi Bassi (bandiera) | D     | Jeroen Tesselaar |
| 23 | Scozia (bandiera)      | C     | Declan Hughes    |
| 28 | Rep. Ceca (bandiera)   | P     | Marion Kello     |
| 29 | Scozia (bandiera)      | A     | Ross Caldwell    |
| 30 | Scozia (bandiera)      | D     | Jack Baird       |